# ダチョウ倶楽部
ダチョウ倶楽部（ダチョウくらぶ）は、太田プロダクション所属のお笑いトリオ。カルテットで活動していた時期もある。
計算し尽くされたリアクション芸や「ヤー!」「聞いてないよォ」などのギャグ、「ムッシュムラムラ」など同じ言葉を連呼するギャグ、物真似などを持ち合わせ、しかも大半の芸は応用が利くのが特徴。特に上島は出川哲朗と並んで、リアクション芸人の代表格であった。
2022年5月11日、上島が死去したため、以後は肥後・寺門の2人で活動している。

## メンバー
- 肥後 克広 （ひご かつひろ、1963年3月15日 - ）

ツッコミ（当初はボケ）・ネタ作り担当、2代目リーダー。
- 寺門 ジモン（てらかど じもん、1962年11月25日 - ）

説教（ダメ出し）・ボケ担当。
死去したメンバー
- 上島 竜兵（うえしま りゅうへい、1961年1月20日 - 2022年5月11日）

ボケ（当初はツッコミ）担当。61歳没。
元メンバー
- 南部 寅太（なんぶ とらた、1951年7月14日 - 2024年1月20日）

ボケ担当、初代リーダー。1987年脱退。
脱退後に「南部虎弾」と名を改め、電撃ネットワークで活動した。2024年1月20日に死去。72歳没。

## 来歴
肥後は商業デザイナーから転身して、コメディアンの杉兵助に弟子入りし、渋谷道頓堀劇場にてお笑い芸人として活動しており、ジモンと上島は劇団テアトル・エコー附属養成所に所属する役者志望だった。彼らが知り合ったのはテアトル・エコーの先輩・渡辺正行の紹介である。ジモンと上島は「ダイナマイトボーン」というコンビを結成していた時期もあるが上島によると「まるっきり素人で、ウケなかった」と述べている。
3人はコント赤信号の劇団員として活動後、多人数のコントグループ「キムチ倶楽部」として活動。「倶楽部」は当時流行っていたおニャン子クラブになぞらえたものである。キムチ倶楽部には20 - 30人のメンバーがおり俳優の近藤芳正なども在籍していた。当時渡辺正行が立ち上げた第1回のラ・ママ新人コント大会に出場する事になっていたがすっかり忘れており、直前に連絡のついた現メンバー3人と南部寅太（現：南部虎弾）で参加する事になった。それが成功した事でそのメンバーでの活動が増え、改めて4人で「ダチョウ倶楽部」（諸事情により1985年にキムチ倶楽部から改称）を結成した。初代リーダーは南部だったが、1987年に彼が脱退して電撃ネットワークを結成したため3人編成となる。
南部脱退の理由について、しばらくは4人とも明確に語ろうとしなかったが徐々に明かすようになり、「南部が深夜上島に電話して『ビー玉飲めるか?』と尋ねたのに対して、出来ないと上島が拒んだところ、仲たがいになり南部が脱退した」と上島が語り、南部本人は「事前に根回しせず勝手に毒舌を吐くなど自分の独断行動に3人が付いていけなくなり、結果としてクビになった」と説明。いわゆる芸風や方向性の違いによるものだった。
南部脱退後、事務所の指示で（戸籍上は）最年少ながら一番背の高い肥後がリーダーとなった（実際の最年少は寺門、詳細は肥後克広を参照）。フロントマン兼リーダーの南部脱退により、当時太田プロに在籍していた芸人の間では南部なしのダチョウ倶楽部の行く先が危ぶまれたという。その後ショーパブ、ライブなど経て、お笑い第三世代ブームでブレイクするが、ネタ番組では1本ネタはさせてもらえず、ショートコントばかりという扱いだった。しかし、「ビートたけしのお笑いウルトラクイズ」（以下、「お笑いウルトラクイズ」と略す）にて、後述するような独特な芸風（リアクション芸）を生かし、再ブレイクする。かつてのネタでは、上島がツッコミ役だったが、笑福亭笑瓶の助言により、ボケ役に回った。
1993年10月、初めてゴールデンタイムで『王道バラエティ つかみはOK!』のメイン司会を担当するが、視聴者から抗議が殺到し（特に上島のドリカム吉田美和のモノマネは大顰蹙を買った）、視聴率も苦戦したことから半年で終了。
1994年、『24時間テレビ』にて、チャリティーマラソンのランナーを3人で担当。
1995年、『ダチョーン倶楽部』内の上島企画「目指せ! ヒット曲」において、Club D名義でシングルCDを1枚リリースした。
2006年、CS放送テレ朝チャンネルにて『ダチョ・リブレ』が放送開始。「竜兵会」「ネイチャージモン」の2部構成。「竜兵上島のオチのない話」などオリジナル企画を放送。
2022年5月11日、メンバーの上島が死去、61歳没。上島の没後もダチョウ倶楽部は解散しないことを肥後が追悼文にて明言し、2人で活動継続することを発表した。
2024年1月20日、初代リーダーで元メンバーの南部虎弾が脳卒中のため都内の病院で急逝。

## エピソード
- メンバーが3人だった当時、テレビ番組等では「結成時のエピソード」を語る際、南部のことには余り触れなかった。これは南部のことを話したくないわけではなく、南部のことまで話すと尺（時間）が無くなってしまうからであった。南部が脱退した後もダチョウ倶楽部と電撃ネットワークは度々共演しており、2022年に上島が逝去した際にも、南部が追悼コメントを発表している。
- 志村けんと多数の共演ができるようになったきっかけは、志村の友人でプロレスラーの川田利明が上島を志村に紹介したことで、メンバー達は川田に非常に感謝している。
- まだ知名度の低かった若手時代、当時先輩芸人であった片岡鶴太郎に3人揃って食事をご馳走になった際、和食の店に片岡が予約の電話で｢ダチョウ(倶楽部)を連れていく｣とだけ言い、店側は本物のダチョウが来ると誤解してしまい、4人が店に着いた時、既に店内はブルーシートや防護ネットなどで完全防備されていた。
- 上島、寺門は兵庫県、肥後は沖縄県の出身だが、東京でデビューし、東京を活躍場所としているため、関東芸人として扱われることが多い。また、上島、寺門はプライベートでも関西弁を話さなかった。
- 『第5回お笑い芸人歌がうまい王座決定戦スペシャル』（2006年7月25日放送）では、普段の芸風とは違う真剣な面を見せて優勝した。
- 各メンバー単独での活動も多いが、以前はピンの仕事でもギャラを三等分していた。
- ものまね王座決定戦で肥後が堺正章の真似をした際（寺門と上島はサカイ引越センターのCMキャラの徳井優を寺門、華ゆりを上島が演じた）、ネタの一つであるテーブルクロス抜きを成功させたことがある。しかし後に「あれはストーリー上、派手に失敗して『失敗しましたかくし芸〜の堺』と続く予定だったのに成功しちゃったから一瞬固まりました」とコメントした。実際、寺門が「成功しましたかくし芸〜の堺」とアドリブで歌詞を変え、肥後もビックリした様子だった。同じくものまね王座でレオ三兄弟（肥後：森本レオ、寺門：ウルトラマンレオ、上島：ジャングル大帝レオ）が、同番組の物まねリクエストで1位を取ったことがある。
- 同じく、ものまね王座決定戦初出場時、彼等が少年隊の「君だけに」をウルトラ3兄弟のコスチュームで物まねした後、評価を訊かれた峰岸徹から「団長倶楽部」と言われた。通算優勝回数は2回（第20回爆笑!スターものまね王座決定戦スペシャル、第24回爆笑!スターものまね王座決定戦スペシャル）。
- メンバーが3人だった当時は肥後と上島がよく飲みに行っていたが、寺門は酒が飲めずそう言った席を避けているだけで、決して相方2人と不仲というわけではなかった。寺門が竜兵会のメンバーでなかったのもこの為であった。実際ロケで地方へ行くと、3人で食事をしたり部屋飲みをする程仲は良かった。
- 『桃色つるべ〜お次の方どうぞ〜』出演時[10]に、渡辺正行率いる「コント赤信号」の劇団員であった肥後が新人のコントイベントでのネタ作りの為、急遽電話して集まったのが上島・寺門・南部であった（先述の通り、南部は現在ダチョウ倶楽部には属していない）と結成のいきさつを語った。番組内で「ずっと長くこの世界にいられるコツって何ですか」と尋ねられた肥後は「師匠を前に言えない」と、番組MCの笑福亭鶴瓶に遠慮しつつ「渡辺正行さんに怒られたんで、『1回だけやろう』と言ったのが良かったのかもしれないですね。『3人で売れようぜ』とか『天下獲ったるぜ』みたいなのはなかったですから」と回答。野心のなさがいい意味でグループ存続につながったと推測していた[11]。

## 主なギャグ
計算された3人のコンビネーションで見せる芸が多く、内容はウケる・ウケないではなく、マンネリの美学の伝統芸とされる。リアクション芸は、ノリだけで行っているように見える裏側に「リアクションの際はカメラを凝視する」「限界の状況でも常に安全を確認、かつ最低限のマージンを取って芸に臨む」など緻密に計算されている。「一見つまらないようなギャグでも3人で行うと迫力があって面白く感じる」とも語っている。『アメトーーク』出演時のリアクション芸人講座など自分たちの芸について語る機会があると、リアクションシーン直前にカメラに写りこまない部分で行う準備・リアクション中の様々なテクニック・流れるようなフォーメーションを随所に織り込んでいることを解説している。
ギャグトークの展開が読めることを逆手にとり、オチを始める直前にメンバー以外の他者から「例の“キス”だろ?」などとツッコまれ、ギャグ不成立で「笑い」を誘う事例も見られる。特に有吉弘行などが使用する。
2020年以降は新型コロナウイルス感染症拡大の影響により、「密」状態の回避が難しい熱湯風呂・キス芸・熱々おでん、など得意とするギャグは自粛している。後記のキス芸のように一部対策して継続する場合もある。
上島死去後、肥後・寺門の2名体制になったが、下記のギャグはそのまま引き継いだ。また、第三者を上島役にしてボケさせるパターンも生まれている。
- 「聞いてないよォ」（1993年流行語大賞大衆部門・銀賞）
  - グループの知名度を広めた「お笑いウルトラクイズ」で生まれたギャグである。収録開始の直前でも企画内容の詳細を知らされておらず、収録中の仕打ちが過酷であったことから、寺門が思わず口にした「聞いてないよォ」のひとことから生まれた。その後、同番組の企画が過激かつ過酷さを増すと、実際の受傷事故などを防ぐために番組の企画会議から参加した。定番化した頃には、あらかじめ知っていたのに3人が声を揃えて白々しく吐くギャグ、として認知された。「どうぞどうぞ」など他のギャグが広く知られると、テレビのバラエティ番組で披露する機会が減少したが、イベントやCMなどで披露した[13]。
  - 「織田信長」（高橋英樹主演）への客演時にも、出演シーン（長篠の戦いに際し野戦築城の材を担いで行軍する場面）での台詞に反映されている。
- 「（上島）俺は絶対やらないぞ! （肥後）お前やらないの?じゃあ俺がやるよ! （寺門）いやここは俺がやるよ!  （上島）……じゃあ俺がやるよ。 （肥後&寺門）どうぞどうぞ!」
  - 熱いおでんを食べるなどの過酷な企画を誰がやるか決める時のギャグ。「ナイナイナ」（テレビ朝日）の企画で偶発的に生まれた。
  - 逆さバンジージャンプなどのスタントを担当する者を決める際、ナインティナイン・石塚英彦らとともにこのギャグを演じる。当時はいわば「ナイナイナ」限定のギャグだったが、「ナイナイナ」終了後は他の芸人とも一緒にやるようになった。また上島の代表的な芸として認知されているため、上島しかいない場合でも他の芸人や芸人以外の芸能人から彼に対して振られる（＝上島にスタントをやらせるために行う）こともしばしばある。
  - たまに「俺は絶対やらない」の代わりに「俺は○○じゃない」（○○には人物名が入ることが多い）というフレーズを使い、その後同じような流れでいったために最後の「どうぞどうぞ」がかなり不自然な形になり、上島が「使い方が違う!」とキレる変形パターンも披露している。ダチョウ倶楽部のメンバー以外との絡みでよく発生する展開である。
  - この「どうぞどうぞ!」を数回繰り返した後、周りの「俺がやるよ」を飛ばして上島が単独で「じゃあ俺がやるよ」と発言し「どうぞどうぞ」と譲られ「結局俺かよ!」とキレるパターンもある。
  - その演者を選ばないギャグの汎用性の高さと「最後にやらせる人さえ決まっていればいい」というオチのわかりやすさからか、上島以外の芸人やアイドルグループのトークなど、ダチョウ倶楽部が居なくても半ば「お約束」として用いられる。一般人も巻き込み100人以上で行なったこともある。
  - 2011年3月11日の東北地方太平洋沖地震（東日本大震災）において、食糧やガソリンなどの物資を買い占めせずに被災者に譲ろう、という趣旨でインターネット上などでこのギャグが取り上げられ、先に『節電』の趣旨で取り上げられていた新世紀エヴァンゲリオンの『ヤシマ作戦』に倣い『ウエシマ作戦』と呼ばれるようになる。
- 「訴えてやる!」
  - （おもに有吉・土田などから理不尽な扱いを受けて）上島がキレて床に帽子を叩き付けた後、指を指しながら吐き出す台詞。バリエーションには「告訴するぞ!」がある。「聞いてないよォ」と同様に一世風靡したギャグだが、近年は上島が自身ネタ紹介的に披露する程度。キレてから帽子を取り出して一度被ってから行うパターンや、なぜかこのギャグを長く引っ張って出し惜しみする、というパターンもある。
- 「（肥後と寺門）テレビテレビ!カメラ回ってる!!（三人）すいません、取り乱しました」
  - 「訴えてやる!」とのコンボで使うことが多い。これを行うことで、その場を丸く収める。上島が単独出演する場合などは、上島本人が「すみません」と納めて自己完結する。
- 「クルリンパ」
  - 上島の芸。クルリンパと言いながら、叩き付けた帽子を手際よく頭にのせる。「訴えてやる!」等との合わせ技。ただし本人もいつ使っていいのか分からないことを後輩に漏らしている。発展技としては逆回転する「パラリンク」がある。上島自身が中学生ぐらいの頃観たある学生服のCMからパクったことが判明した。
- 「（上島）押すなよ!押すなよ!絶対に押すなよ!」
  - 上島が熱湯風呂に入る時の決まり文句で、「押すなよ」は準備中、「絶対に押すなよ」は準備完了（押してくれ）の合図である。初出は上島が熱湯兄弟の長男も務めた「スーパージョッキー」（日本テレビ）の名物企画「熱湯コマーシャル」。
  - 上島の解説では、このセリフを言う直前に肥後・寺門に指を出し、その指の本数分「押すなよ」と言ったら2人が押すという時もある。
  - 肥後と寺門が本当に押さず、しばらく経ってから上島が「押せよ!」とキレるパターンもある。その派生として「押せよ!」とキレるのがわかっている芸人は言っている途中に押す。
  - 現在では熱湯以外のシチュエーションにおいても、「〜するな」という文句が暗に「〜しろ」と示しているものとし、お笑いにおける暗黙の了解の一つとして用いられている。
  - これには続きがあり、上島が熱湯風呂に突き落とされ溺れ助け出された後、仰向けにされ、心臓マッサージの要領でおなかをさすられると、噴水のように水を口から出す。そして目を覚ました後不意に立ち上がり、カメラに向かって一言ネタでオチをつける。なぜか「ハッピーターン」が使われやすい[注 1]。
  - 元たけし軍団で『スーパージョッキー』で共演していた東国原英夫（当時：そのまんま東、以下：東）によると、『アイドルパンチ』（テレビ朝日）から『スーパージョッキー』にうつったころ、熱湯風呂の原型ともいえる「人はお風呂に何℃まで我慢して入れるか」という企画を行った際、ビートたけしの一番弟子でもある東が一番熱い状態の風呂に入る羽目に。しかし、東の意向とは関係なく、たけしが押してくるため、「（自分の間で入りたいから）押さないでください、押さないでください」といったところ、たけしに「押せってことだろ?」と突き落とされたのが原型だという。ダチョウ倶楽部が行って広まって以降は前述通り「暗黙の了解＝お約束」のようになっているが、当時の東からすれば「マジだった。本当に自分の間で入りたかっただけ。」なのだという[14]。
- 「ヤー!!」（登場時の掛け声として多用。掛け声と同時に、両手を斜め前に出すが一方の手を短くしズラす）
- 「ムッシュムラムラ」（目の前に水着美女が居た際、拝むように放つ。元は関敬六のギャグ）
- 「つかみはOK!」（あまりウケないギャグをやった後に行うが、初めからこのネタを言うためにその前のギャグが存在することすらある。初の冠番組のタイトルにもなる。元々は笑福亭笑瓶の発言で生まれた）
- 「みんな仲良く脇（和気）・アイ!アイ!」
- 「金貸してくれ!」
- （「バカじゃないの?」などと言われた後、怒ったような感じで）「何?バカ?」 （急にバカっぽく）「はは〜ん、バカだなぁ!」（元はWけんじのネタから来ている）
- 「ごめ〜んチャイチャイチャイニーズ」
  - ウンナンの気分は上々の企画で生まれたギャグで、作ったのは上島である。元々はテンションが低いギャグだったのだが、居酒屋の店員に披露したときは、多少テンションを上げて披露したがあまり受けなかった。しかし、現在では何かミスして謝罪する場面に多用されるギャグとなっている。
- 「ストッピング!」
  - スーパージョッキーのコーナー、「どうですか〜?お客さん」の中で生まれたギャグで、商品紹介のために移動式セットがスタジオに入場する際に、誘導をしていた3人がタイミングを合わせ、叫んでセットを止める。天才てれびくんでは、てれび戦士達がダチョウ倶楽部の3人を呼び出す時の合言葉として、前述の「ムッシュムラムラ」と合わせ、「ムッシュムラムラ、ストッピング!」と叫んでいた。
- 「この○○（料理名）は甘からず、辛からず、かといって美味からず」→「まずいんじゃね〜かよっ!」
  - 上島がグルメ企画などで、味の感想を求められた時のために作られたギャグ。以前、自動車雑誌「J's Tipo」で別人による同じネタが掲載されたが、そのときのオチは「もう食うな!!」だった。
- 「ヨゴレでごめーんねっ」
- 「カットしないでね」
  - 連続でネタを披露する際に、次のネタに移るタイミングで挟む。
- 「あれ、いつの間に」
  - 熱湯風呂などを用意された際に「企画をやるなら、あらかじめ告知してくれなくては困る」という趣旨の発言をしながらも服を脱ぎ、その下にはすでに水着が装着されている。現在では「聞いてないよォ」が使われなくなり、こちらのパターンが多い。
- 「そんなお前にチェックメーイト!」
  - このギャグもいつ使うべきなのか分からず、未だ手探りである。
- 「上島竜兵○歳、代表作これと言ってなし」
- 「ナイスネイチャー!」
  - 寺門がネイチャージモンとして相手を褒めるときに使う褒め言葉。対語は「バッドネイチャー」
- 「フェー!フェー!フェー!」（上島が行うフェーフェーおじさんネタ）
- 「殺す気か!」
  - グレードアップさせたものとして「殺せー!」がある。
  - このギャグに加えて前述の「訴えてやる！」とセットで使われることも多い。
- ジャンプ芸
  - 何らかの理由で上島が怒り、足を地面に叩き付けると、その衝撃（?）で周りの芸人がピョンと軽く飛び上がる、というもの（「となりのトトロのパクリだった」と上島本人はカミングアウト済）。最初は周りの数人が飛び、何度か繰り返して飛び上がる人数を増やしてゆく。状況によってはスタジオにいるスタッフや観客も飛び上がり、最後にダチョウ倶楽部の3人で「ご協力ありがとうございました」と言うパターンもある。「どうぞどうぞ」と同じく汎用性の高いギャグ。誰もジャンプせずに上島がキレる、というパターンも存在する。
- キス芸
  - 上島が他のメンバー、主に肥後・出川・カンニング竹山などと1対1の口論になり、ヒートアップして互いに相手に詰め寄るが、何故かキスをしてしまい、和解して丸く収まる、という流れ（土田や有吉には詰め寄っても拒否される、というパターンもある）。
  - 2020年以降は新型コロナウイルス感染症拡大の影響により、キスの直前にメンバー（肥後など）がアクリル板を2人の間に差し出し、アクリル板越しにお互いが口づけをするという対策が取られていた[12]。
- ケンカ芸
  - ひな壇や多くのタレントがいる時に使われ、上島が怒り出して相手の下へ詰め寄っていき、周囲がケンカを止めようと取り囲んでいると、いつの間にか上島が下着一枚になっており、カメラに向かって、なぜか「ハッピーターン」などの一発ギャグで締める流れ。変形パターンとしては、取り囲みの解除が早すぎて脱いでいる最中の姿を見られる、といったものも存在する。「どうぞどうぞ」やジャンプ芸と共に汎用性も高く、司会者が続けざまに他のタレントに振るときもある。
- 「やってくれたな!」
  - 上述のジャンプやケンカなど周囲の暗黙の協力で行われるギャグにおいて、「ジャンプしない」「取り囲み解除が早い」等、周囲が故意に成立させず、結果上島がスベった空気になり、キレる。
- 「ポイントゲッター!」
  - 両手で乳首を引っ張るポーズ。
- 熱々（あつあつ）おでん芸
  - 鍋で煮込まれているおでんを使った一連のギャグ。寺門が上島を羽交い締めにし、肥後が熱いおでん種を食べさせようとする。しらたきを食べさせると思わせて、頬につけられた上島が熱がる（上島はおたまを使って冷やそうとする）、玉子を口に入れ、あまりの熱さに吐き出す、など。このおでんはマネージャーが毎回調理しており、おでんの材料・温度・具材の位置は状況に応じて微妙に変えているという[注 2]。
- 「友達で〜き〜た〜♪」
  - キス芸の発展形。「クレラップ」のCMソングのパロディ。相手に殴り掛かる振りをして肩を組み交わして歌う。

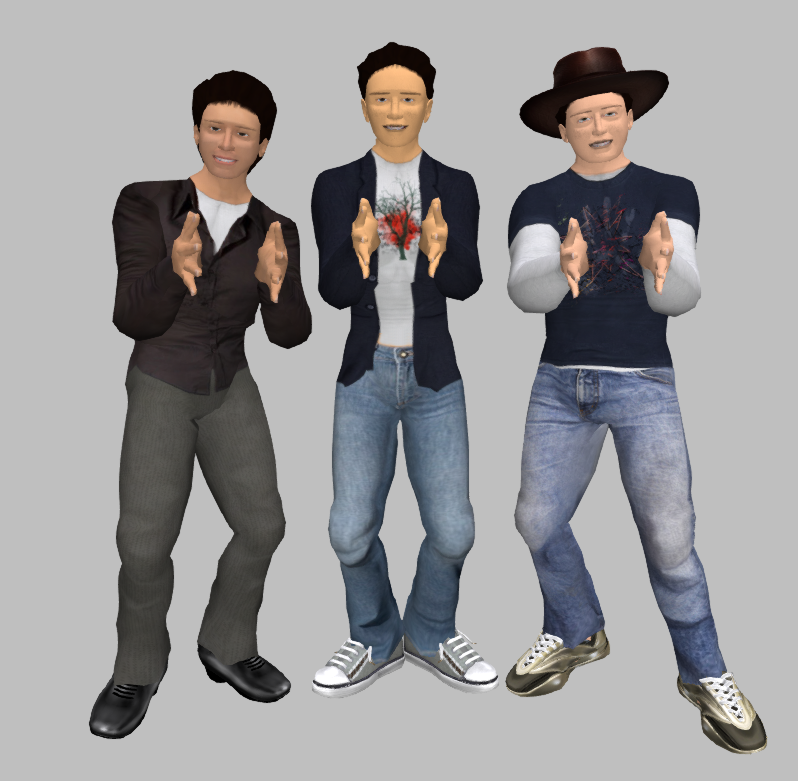
「ヤー！」のジェフチャー
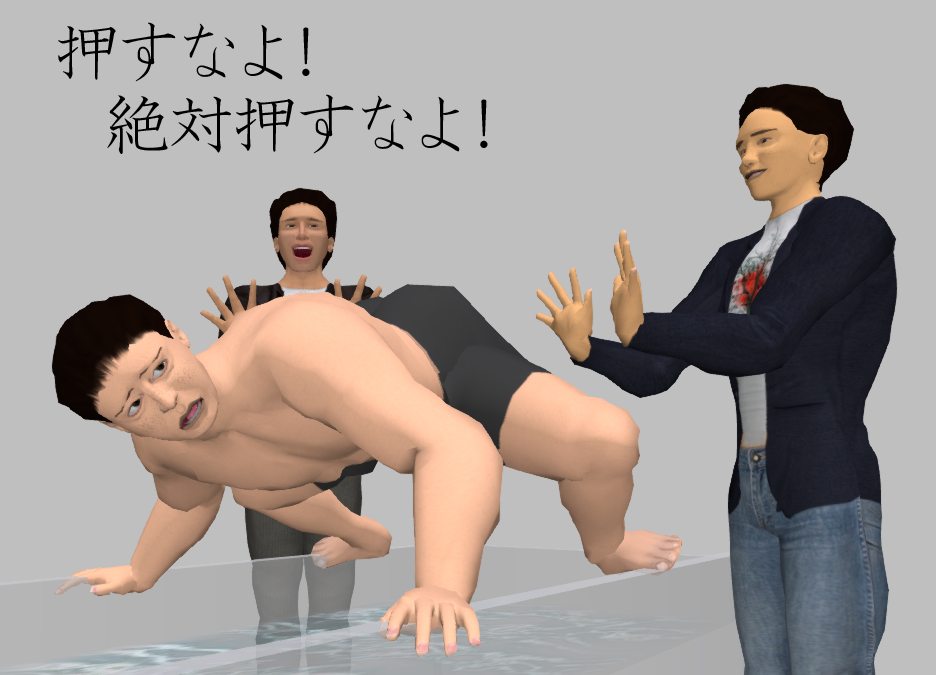
熱湯風呂の概略

## 出演メディア
※ダチョウ倶楽部としての出演番組を記載。個別での出演番組は肥後克広、寺門ジモン、上島竜兵を参照。

### レギュラー出演番組

#### 単発
現在
- 爆笑そっくりものまね紅白歌合戦スペシャル（フジテレビ）[15]
- 初詣!爆笑ヒットパレード（1988年 - 毎年正月、フジテレビ）[15]

### 過去

#### NHK
- 天才てれびくん（NHK教育） - 初代MC（1993年度から1995年度まで）
- 第44回NHK紅白歌合戦（NHK総合・ラジオ第1）- 当時のてれび戦士と共に応援ゲストとして出演
- ためしてガッテン（NHK総合）
- 笑・神・降・臨（NHK総合）
- ライブ・エール 2022（NHK総合） - 純烈と共に「白い雲のように」を歌唱
- 第73回NHK紅白歌合戦（NHK総合・ラジオ第1） - 純烈、有吉弘行と共に「白い雲のように」を歌唱

#### 日本テレビ
- 鶴太郎の危険なテレビ（1988年4月 - 1988年9月）
- 不眠不休のデスマッチ 5時間10分笑えますか!?（1989年12月31日）※関東ローカル
- スーパージョッキー
- ビートたけしのお笑いウルトラクイズ
- スーパークイズスペシャル（1993年 - 1996年）※『お笑いウルトラクイズ』チームとして出場。1994年10月のみ『スーパージョッキー』チームとして出場した。
  - 春は人気番組で!!SHOW by ショーバイ世界まる見えマジカル頭脳で笑ってヨロシクどんなMONだい?!（1993年3月31日）
  - 秋は人気番組で!!SHOW by ショーバイ世界まる見えマジカル頭脳で笑ってヨロシクどんなMONだい?!（1993年10月6日）
  - 春は人気番組で!!SHOW by ショーバイ世界まる見えマジカル頭脳で笑ってヨロシク（1994年3月30日）
  - 秋は人気番組で!!SHOW by ショーバイ世界まる見えマジカル頭脳で笑ってヨロシク特ホウ王国（1994年10月5日）
  - 春は人気番組で!!笑ってヨロシク世界まる見えマジカル頭脳で特ホウ王国!SHOW by ショーバイ!!（1995年3月22日）
  - 春は超人気番組大集合!!マジカル頭脳まる見え特ホウ王国ショーバイ笑ってヨロシクバラ珍ウリナリもヒッパレ!!（1996年3月21日）
- マジカル頭脳パワー!!（1993年9月4日 ‐ 1996年10月10日）※不定期
- スーパー電波バザール 年越しジャンボ同窓会（1993年12月31日）
- ダウンタウンDX[15]
- THE夜もヒッパレ
- さんま&SMAP!美女と野獣のクリスマススペシャル

#### テレビ朝日
- パオパオチャンネル
- 熱帯夜アカデミー「THE TSURULIGHT ZONE」(1988年10月24日 - 1989年9月25日)
- クイズおもしろTV
- パー!スリー
- ダチョーン倶楽部
- さんまのナンでもダービー
- ナイナイナ
- 雨上がり決死隊のトーク番組アメトーーク![15]
- 笑いの金メダル
- 芸能人格付けチェック（テレビ朝日）
  - 大予選会準レギュラー（本戦には未出場）

#### TBSテレビ
- お笑いベストヒット
- 所印の車はえらい（1991年）
- オールスター感謝祭（1992年秋・1993年春、1994年春 - 2013年秋、2015年春）
- 関口宏の東京フレンドパーク (1993年6月7日、1997年3月24日) ※2回目は、山田邦子率いる太田プロチームとして来園。
- アッコにおまかせ! (1993年) ※生トーク
- 王道バラエティ つかみはOK!（1993年10月 - 1994年3月） - 初の冠番組
- ダチョウ舌調ナイト（1994年4月 - 12月）
- 快傑ダチョウ三銃士!（1995年1月 - 9月）
- ウンナンの気分は上々
- DOORS
- ザ・イロモネア
- さしこのくせに

#### フジテレビ
- オールナイトフジ (1986年 - 1988年頃)
- ウッチャンナンチャンのやるならやらねば
- ものまね王座決定戦
- FNSの日
  - FNSスーパースペシャル1億2000万人のテレビ夢列島'91（1991年7月20日・21日）
  - FNS大サービスバラエティー 1億2450万人の平成教育テレビ（1993年7月24日・25日）
  - FNSの日1億2500万人の超夢列島
そのうちなんとか…23時間（1995年7月15日・16日）
  - 疾風怒涛!FNSの日スーパースペシャルXI真夏の27時間ぶっ通しカーニバル 〜REBORN〜（1997年7月26日・27日）
  - FNS1億2700万人の27時間テレビ 夢列島 〜てれずにいいこと・てれずに楽しく〜（1998年7月18日・19日）
  - FNS ALLSTARS 27時間 笑いの夢列島（2001年7月21日・22日）
  - FNS26時間テレビ 国民的なおもしろさ! 史上最大!! 真夏のクイズ祭り 26時間ぶっ通しスペシャル（2006年7月15日・16日）
  - 武器はテレビ。 SMAP×FNS 27時間テレビ（2014年7月26日・27日）
- スターどっきり（秘）報告 (1991年 - 不明)
- 新春スターかくし芸大会（1992年 ‐1993年、1995年 ‐ 1997年、2000年 ‐ 2001年、2003年 ‐ 2004年）
- 森田一義アワー 笑っていいとも!（1993年4月 - 1994年9月、火→木曜日）
  - 笑っていいとも!増刊号（1993年4月 - 1994年9月）
  - 笑っていいとも!特大号（1993年）
  - 笑っていいとも! グランドフィナーレ 感謝の超特大号（2014年3月31日） - 歴代レギュラー
- 世界の超豪華・珍品料理（フジテレビ）
- さんまのまんま （1993年11月1日・2013年9月21日、関西テレビ制作）
- 朝まで生スポ8H来て見てさわってフジテレビ（1997年1月2日）
- なるほど!ザ・ワールド
- ボキャブラ天国
- A女E女
- めちゃ×2イケてるッ![15]
- 朝まで生スポーツ
- お笑い芸人歌がうまい王座決定戦スペシャル
- KinKi Kidsのブンブブーン (2020年1月25日）
- 志村けんのだいじょうぶだあ（肥後と上島のみ）
- 志村けんのバカ殿様（フジテレビ）[15]

#### テレビ東京
- 名門パープリン大学日本校（テレビ東京）

#### その他
- パチンコ・パチスロ大冒険ジャンバリ〜黄金ホールに眠る秘宝〜（独立協）
- ヒューマン情報バラエティー マジテレ!（信越放送）
- ドドドドTV（静岡朝日テレビ）
- 発見!タカトシランド（北海道文化放送）
  - 2025年1月24日 - 北海道グルメ食べつくしSP
  - 2025年1月31日 - 豊平区でくじ引き週末旅

#### ネット
- ダチョ・リブレ(テレ朝チャンネル)「竜兵会」「ネイチャージモン」週替わりで放送。
- 求む！4人目のダチョウ倶楽部（2016年12月28日、360Channel）VR動画[16]（全5回）
- フィッシャーズのバラエティ革命TV（AbemaTV）

#### 4人組時代の出演
- 火曜ワイドスペシャル 河田町プッツン意思表示（1986年9月9日、フジテレビ）
- '86爆笑エンターティナー全員集合!!（読売テレビ）
- オールナイトフジ（フジテレビ）
- 冗談画報（1986年8月11日、フジテレビ）※推薦人は巻上公一。
- ひょうきん予備校（1986年10月 - 1987年9月、フジテレビ）
- ここんちプラネッと!（1986年、テレビ東京）
- ヤンヤン歌うスタジオ（テレビ東京）
- 鶴太郎のテレもんじゃ（1986年10月 - 1988年3月、日本テレビ）
- 第15回日本放送演芸大賞（1987年1月3日、関西テレビ）
- パオパオチャンネル（テレビ朝日）
- 第21回初詣!爆笑ヒットパレード（1988年、フジテレビ）

### ドラマ出演
- 週末にラブソング（1988年5月15日、TBS）
- 火曜ミステリー劇場「東京下町商店街の殺人 女親分は名探偵」（1990年5月29日、朝日放送）
- 徳川慶喜（NHK）- カンヌキ(肥後)、義経(寺門)、半次(上島)
- 12時間超ワイドドラマ（テレビ東京）
  - 次郎長三国志（1991年1月2日）
  - 織田信長（1994年1月2日）
- 金曜ドラマシアター「実録犯罪史シリーズ　昭和の説教強盗」（1991年5月10日、フジテレビ）
- はだかの刑事 第21話「鳴けない犬」（1993年7月9日、NTV）- 警官
- 毎度ゴメンなさぁい 第1話（1994年7月5日、TBS）
- 土曜グランド劇場（日本テレビ）
  - 遠山金志郎美容室（1994年7月9日 ‐ 9月24日）- 橋本(肥後)、門司先生(寺門)、遠山銀平(上島)
  - D×D Crisis3「12時過ぎのシンデレラと泣き虫天使」（1997年7月19日、日本テレビ）- 中国人マフィア。
- 高橋英樹特選時代劇  お助け信兵衛 人情子守唄（1995年7月25日、日本テレビ）
- 好きやねん父ちゃん!3 父ちゃんが父ちゃんを捨てる！？涙が教えた父と子の大切な絆（1995年10月1日、TBS）
- いのちの響（1995年、TBS）
- 裸の大将放浪記「清もびっくり！そっくり美人～沖縄編」（1996年12月29日、フジテレビ）
- お笑い金田一少年の事件簿（1997年4月12日、日本テレビ）
- ゼニゲッチュー!! 最終話「ファイナルゼニゲッチュー!!」（2001年6月24日、日本テレビ）
- 暴れん坊将軍 春のスペシャル 「将軍生母襲撃! 一途な恋に生きる女」（2004年3月29日、テレビ朝日）
- 金曜ドラマ　神の舌を持つ男 第9話「ミヤビの危機。天城越え殺人事件」（2016年9月2日、TBS）- 温泉巡りの3人組。
- やんごとなき一族（2022年4月 -、フジテレビ）

### 映画
- ビリィ★ザ★キッドの新しい夜明け（1986年）
- トリコ 3D 開幕!グルメアドベンチャー!!（2011年）
- トリック劇場版 ラストステージ（2014年）

### 舞台
- 志村魂（2006年 - 2019年）
- 芸道45周年細川たかし特別公演 35周年ダチョウ倶楽部一座旗揚げ公演（2019年11月、2020年10月）
  - 第一部「西遊記」 - 孫悟空（寺門ジモン）、沙悟浄（肥後克広）、猪八戒（上島竜兵）

### CM
- トヨタレンタリース
- SANKYO
- ミスタードーナツ
- ヤマダイ「ニュータッチ」
- アートネイチャー（1993年・1995年・2016年）[17]
- 100満ボルト
- ミスターコンセント
- アサヒドーカメラ
- 興和「ウナコーワクール」
- 日清食品「カップヌードル」（2014年）
- ソフトバンクモバイル「スマート値引き・熱湯」篇（2015年2月28日 - ）
- アフラック
- 任天堂「ゼルダの伝説 トライフォース3銃士」（2015年10月6日 - ）
- モンデリーズ・ジャパン「クロレッツ ミントタブ クロタブ団」篇（2016年1月31日 - ）
- アリナミン製薬「アリナミンVZERO」（2016年、唐沢寿明と共演。）
- クアトロブーム（2016年 - 、パチンコホール、北陸地方[18]ローカル）[19]
- キンライサー（2019年 - 主にアンミカと共演。）
- 買取り専門店「おたからや」

### パチンコ
- CRフィーバーダチョウ倶楽部（2002年、ダイドー）
- CRフィーバーボビーとダチョウ倶楽部の世界紀行（2006年、SANKYO）

### CDシングル
- ダチョウダンス（1993年6月2日、東芝EMI TODT-3044）
作詞：秋元康 作曲・編曲：見岳章
- ベジタリアン・ルンバ（1994年6月22日、BMGビクター BVDR-263）
作詞：秋元康 作曲：忌野清志郎 編曲：藤原いくろう
- ノストラダムスをぶっ飛ばせ（Club D 名義）（1995年2月22日、BMGビクター B00005MQ2Z）
- ガンバレ!アインシュタイン/ダチョウ倶楽部 with てれび戦士（1995年9月6日、BMGビクター BVDR-1054）
作詞：秋元康 作曲・編曲：岩崎丈紀
NHK教育テレビ『天才てれびくん』の1995年度後期エンディングテーマ。
- マサユメ（masa-yume名義）（2011年11月16日、EMIミュージック・ジャパン QIUS-0006）
作詞・作曲：吉井和哉
吉井和哉とのコラボレーションユニット。PLAYBUTTON形式にて数量限定発売[20]。

### DVD
- ものまね花畑（2001年6月6日、フジテレビ PCBC-50090）
- NHK DVD 昭和達人芸大全 〜笑芸・喜芸・すっとこ芸〜 四日目（2003年3月19日、ポニーキャニオン PCBE-50455）
出演：ダチョウ倶楽部、シティボーイズ、ホンジャマカ、大川興業 、星セント・ルイス、チャーリーカンパニー、中田ダイマル・ラケット、正司敏江・玲児、コント松竹梅、モロ師岡、かしまし娘
- オレがやるよ!それだったらオレがやるよ!じゃあオレがやるよ!どうぞ!どうぞ!どうぞ! 〜ダチョウ倶楽部のリアクション祭り〜（2005年3月25日、ジェネオンエンタテインメント GNBW-7133）
- ビートたけしのお笑いウルトラクイズ!! DVD-BOX（2005年12月7日、バップ VPBF-12947）
- ビートたけしのお笑いウルトラクイズ!! Vol.1（2005年12月7日、バップ VPBF-12391）
- ビートたけしのお笑いウルトラクイズ!! Vol.2（2005年12月7日、バップ VPBF-12392）
- ダチョ・リブレ DVD-BOX(1)（2007年7月20日、テレビ朝日 ACBW-10519）
- ダチョ・リブレ DVD-BOX(2)（2007年8月24日、テレビ朝日 ACBW-10520）
- 志村けんのバカ殿様 大盤振舞編 DVD箱（2008年9月25日、イザワオフィス SD-F4230）
- ものまねプロレス祭2008 まねんのか!〜ファン待望!夢のオールスター戦、遂に開催!!〜（2009年1月30日、ポニーキャニオン PCBP-51594）
出演：ダチョウ倶楽部、神奈月、イジリー岡田、原口あきまさ、ザ・たっち、武藤敬司
- アダモちゃんおそらく誕生25周年記念DVD 1万台の監視カメラが捉えた衝撃の映像 私はアダモちゃんを見た!!（2009年4月10日、イーネット・フロンティア ENFD-7076）
出演：島崎俊郎（アダモちゃん）、ダチョウ倶楽部、原口あきまさ、スザンヌ
- リアクションの殿堂（2009年8月27日、シオン ENFD-7083）
出演：ダチョウ倶楽部、出川哲朗、有吉弘行
- ビートたけしの今まで見たことないテレビ（2010年5月26日、バップ VPBF-13392）
出演：ビートたけし、今田耕司、ガダルカナル・タカ、ダチョウ倶楽部、出川哲朗
- リアクションの殿堂〜遺作〜（2010年8月26日、シオン ENFD-7100）
出演：ダチョウ倶楽部、出川哲朗

### 書籍
- 定本 瞬間芸大全（1988年12月、太田出版）ISBN 978-4900416512
- ダチョウ倶楽部の驚異の人気者ゼミ これでつかみはOK!!（1993年12月、太田出版）ISBN 978-4872331424
- FromD リアクション芸人就職情報（2006年10月、双葉社）ISBN 978-4575299250

### ゲーム
- ジグザグキャット ダチョウ倶楽部も大騒ぎダ（スーパーファミコン 1994年6月24日 DEN'Z）

### PV
- 友よ 〜 この先もずっと…／ケツメイシ（2016年）